# Hôtel Auffret du Cosquer
Pour les articles homonymes, voir Auffret.
L'hôtel Auffret du Cosquer est un hôtel particulier situé à Quimperlé, en France.